# Jemima Montag
Jemima Montag (Melbourne, 15 febbraio 1998) è una marciatrice australiana.

## Biografia
Ai Giochi del Commonwealth del 2018 ha vinto la medaglia d'oro nella marcia 20 km. Ai Giochi olimpici estivi di Parigi 2024 ha invece vinto il bronzo nella marcia 20 km e nella staffetta mista.

## Record nazionali
- Marcia 20 km: 1h26'25 ( Parigi, 1º agosto 2024)

## Palmarès
| Anno | Manifestazione            | Sede       | Evento          | Risultato | Prestazione | Note                                              |
| ---- | ------------------------- | ---------- | --------------- | --------- | ----------- | ------------------------------------------------- |
| 2015 | Mondiali U18              | Cali       | Marcia 5000 m   | 11ª       | 23'46"57    |                                                   |
| 2018 | Giochi del Commonwealth   | Gold Coast | Marcia 20 km    | Oro       | 1h32'50"    |                                                   |
| 2019 | Universiadi               | Napoli     | Marcia 20 km    | Argento   | 1h33'57"    |                                                   |
| 2019 | Mondiali                  | Doha       | Marcia 20 km    | 10ª       | 1h36'54"    |                                                   |
| 2021 | Giochi olimpici           | Tokyo      | Marcia 20 km    | 6ª        | 1h30'39"    |                                                   |
| 2022 | Oceaniani di marcia 20 km | Adelaide   | Marcia 20 km    | Oro       | 1h27'27"    | Record oceaniano                                  |
| 2022 | Campionati oceaniani      | Mackay     | Marcia 10000 m  | Oro       | 44'18"86    |                                                   |
| 2022 | Mondiali                  | Eugene     | Marcia 20 km    | 4ª        | 1h28'17"    |                                                   |
| 2022 | Giochi del Commonwealth   | Birmingham | Marcia 10000 m  | Oro       | 42'34"30    | Record dei Giochi · Miglior prestazione personale |
| 2023 | Mondiali                  | Budapest   | Marcia 20 km    | Argento   | 1h27'16     | Record oceaniano                                  |
| 2024 | Giochi olimpici           | Parigi     | Marcia 20 km    | Bronzo    | 1h26'25"    | Record oceaniano                                  |
| 2024 | Giochi olimpici           | Parigi     | Staffetta mista | Bronzo    | 2h51'38"    |                                                   |

## Altre competizioni internazionali
2014
- 12ª in Coppa del mondo di marcia ( Taicang), marcia 10 km - 47'34"